# Barrage d'Oust-Ilimsk
Le barrage d'Oust-Ilimsk est un barrage poids en béton situé sur l'Angara près d'Oust-Ilimsk, dans l'oblast d'Irkoutsk en Russie. La construction du barrage a commencé en 1963, son réservoir a commencé à se remplir en 1974 et sa centrale électrique a commencé sa production en 1980. 

## Présentation
Le barrage est haut de 105 m et long de 1 475 m avec un évacuateur de crues de 242 m de longueur. Il est flanqué de deux barrages en remblai de terre, un à l'ouest de 1 710 m de long et 28 m de hauteur, l'autre à l'est de 538 m de long et 47 m de hauteur. 
La centrale hydroélectrique adjacente possède 16 turbines de 240 MW d'une capacité totale de 3 840 MW avec deux emplacements pour des turbines supplémentaires laissés vides, la centrale a ainsi une capacité théorique de 4 320 MW. En moyenne, la centrale produit 21,7 milliards de kWh par an et utilise sa capacité installée de 5 050 heures à 8 760 par an. 
Le réservoir du barrage d'Oust-Ilimsk représente une superficie de 1 922 km2 et un volume total de 58,9 km3. Il a inondé à son remplissage 154 900 hectares dont  31 800 hectares de terres agricoles, ce qui a obligé à réinstaller 14 200 personnes et à couper 11,9 millions de m3 de bois.